# Fundamentos de las matemáticas

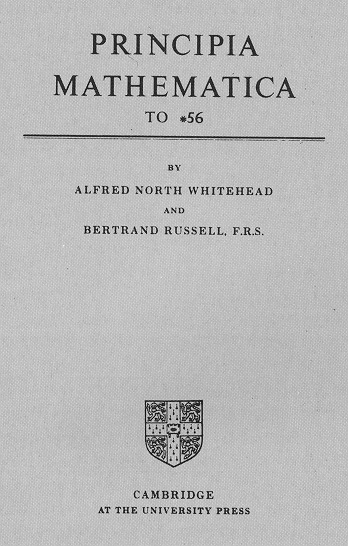
Principia Mathemática, obra de Bertrand Russell y Alfred North Whitehead, representantes de la perspectiva filosófica del Logicismo.

Los fundamentos de las matemáticas son el estudio de conceptos matemáticos básicos como números, figuras geométricas, conjuntos, funciones, etc. y cómo forman jerarquías de estructuras y conceptos más complejos, especialmente las estructuras fundamentalmente importantes que forman el lenguaje de las matemáticas: fórmulas, teorías y sus modelos, dando un significado a las fórmulas, definiciones, pruebas, algoritmos, etc. también llamados conceptos metamatemáticos, con atención a los aspectos filosóficos y a favorecer la unidad de la matemática. La búsqueda por los fundamentos de la matemática es una pregunta central de la filosofía de las matemáticas; la naturaleza abstracta de los objetos matemáticos presenta desafíos filosóficos especiales.
Los fundamentos de las matemáticas como un todo no apuntan a contener los fundamentos de cada tópico matemático. Generalmente, los fundamentos de un campo de estudio, se refieren a un análisis más o menos sistemático de sus conceptos más básicos, su unidad conceptual y su ordenamiento natural o jerarquía de conceptos, los cuales podrían ayudar a conectarlos con el resto del conocimiento humano. El desarrollo, surgimiento y aclaración de los fundamentos puede aparecer tarde en la historia de un campo, y podría no ser visto por algunos como su parte más interesante.
Las matemáticas siempre jugaron un rol especial en el pensamiento científico, sirviendo desde tiempos antiguos como modelo de verdad y rigor para la inquisición racional, dando herramientas o incluso fundamentos para otras ciencias (especialmente la física). Pero las matemáticas ya hacía abstracciones muy elevadas en el siglo XIX, que trajeron paradojas y nuevos desafíos, exigiendo un examen más profundo y sistemático de la naturaleza y del criterio de la verdad matemática, así como también una unificación de las diversas ramas de la matemática en un todo coherente.
La búsqueda sistemática de los fundamentos de las matemáticas empezó al fin del siglo XIX, y formó una disciplina matemática nueva llamada lógica matemática, con fuertes vínculos con la ciencia de la computación teórica. Fue mediante una serie de crisis con resultados paradójicos, que los descubrimientos se estabilizaron durante el siglo XX con un amplio y coherente cuerpo de conocimiento matemático con muchísimos aspectos o componentes (teoría de conjuntos, teoría de modelos, teoría de pruebas...), cuyas detalladas propiedades y posibles variantes aún están en campo de investigación. Su alto nivel de sofisticación técnica inspiró a muchos filósofos a conjeturar que podrían servir como modelo para los fundamentos de otras ciencias.

## Crisis de los fundamentos
La crisis fundacional de la matemática (llamada originalmente en alemán: Grundlagenkrise der Mathematik) fue un término acuñado a principios del siglo XX para referirse a la situación teórica que llevó a una investigación sistemática y profunda de los fundamentos, que acabó inaugurando una nueva rama de la matemática.
Numerosas escuelas filosóficas matemáticas incurrieron en dificultades una tras otra, a medida que la asunción de que los fundamentos de la matemática podían ser justificados de manera consistentes dentro de la propia matemática fue puesta en duda por el descubrimiento de varias paradojas (entre ellas la célebre paradoja de Russell).
El término "paradoja" no debe ser confundido con el término contradicción. Una contradicción dentro de una teoría formal es una demostración formal de la existencia de un absurdo como resultado de un conjunto de asunciones inapropiadas (tales como 2 + 2 = 5), un conjunto de axiomas o teoría que da lugar a una contradicción se clasifica de inconsistente y debe ser rechazada como teoría útil (ya que en ella cualquier proposición acabaría siendo demostrable). Sin embargo, una paradoja puede referirse o bien a un resultado contraintuitivo pero verdadero, o a un argumento informal que lleva a una contradicción, así que una teoría candidata donde se atente la formalización de un argumento debe inhabilitar al menos uno de sus pasos; en este caso el problema es encontrar una teoría satisfactoria sin contradicciones. Ambos significados pueden aplicar si la versión formalizada del argumento forma la prueba de una verdad sorprendente. Por ejemplo, la paradoja de Russell puede ser expresada como "no hay un conjunto que contenga a todos los conjuntos" (exceptuando algunas teorías axiomáticas marginales).
Algunas escuelas de pensamiento al buscar acercarse al enfoque correcto a los fundamentos de las matemáticas se oponían ferozmente entre sí. La escuela liderante era la escuela de enfoque formalista, de la cual, David Hilbert era el proponente principal, culminando con lo que se conoce como Programa de Hilbert, quien pensaba en fundamentar la matemática en una pequeña base de un sistema lógico sondeado en términos del finitismo metamatemático. El oponente principal era la escuela del intuicionismo, liderada por L. E. J. Brouwer, quien resueltamente descartó el formalismo como un juego fútil con símbolos (van Dalen, 2008). La disputa fue encarnizada. En 1920 Hilbert triunfó en sacar a Brouwer, a quien él consideraba una amenaza a la matemática, eliminándolo del cuadro editorial del Mathematische Annalen, la revista líder en matemáticas en aquella época.

## Perspectivas filosóficas
Resumen de las tres filosofías matemáticas principales:
- Platonismo: platonistas, como Kurt Gödel (1906–1978), sostienen que los números son abstractos, objetos necesariamente existentes, independientes de la mente humana.
- Formalismo matemático: formalistas, como David Hilbert (1862–1943), sostienen que la matemática no es ni más ni menos que un lenguaje matemático. Son simplemente una serie de juegos.
- Intuicionismo: intuicionistas, como L. E. J. Brouwer (1882–1966), sostienen que la matemática es una creación de la mente humana. Los números, como personajes de cuentos de hadas, son simplemente entidades mentales, que no existirían sin que nunca hubiera algunas mentes humanas que pensaran en ellos.

A principios del siglo XX, tres escuelas de filosofía de las matemáticas tenían visiones contrapuestas sobre los fundamentos matemáticos: el formalismo, el Intuicionismo y el logicismo.

### Formalismo
La postura de los formalistas, tal como fue enunciada por David Hilbert (1862–1943), es que la matemática es sólo un lenguaje formal y una serie de juegos. De hecho, Hilbert usó el término "juego de fórmulas" en su respuesta de 1927 al criticismo de L. E. J. Brouwer:
"And to what has the formula game thus made possible been successful? This formula game enables us to express the entire thought-content of the science of mathematics in a uniform manner and develop it in such a way that, at the same time, the interconnections between the individual propositions and facts become clear... The formula game that Brouwer so deprecates has, besides its mathematical value, an important general philosophical significance. For this formula game is carried out according to certain definite rules, in which the technique of our thinking is expressed. These rules form a closed system that can be discovered and definitively stated."
Por tanto, Hilbert insistió en que la matemática no es un juego "arbitrario" con reglas "arbitrarias", sino más bien un juego que debe coincidir con nuestro pensamiento, que son el punto de partida de nuestra exposición oral y escrita.
"We are not speaking here of arbitrariness in any sense. Mathematics is not like a game whose tasks are determined by arbitrarily stipulated rules. Rather, it is a conceptual system possessing internal necessity that can only be so and by no means otherwise".

La filosofía inicial del formalismo, tal como es ejemplificada por David Hilbert, es una respuesta a las paradojas de la teoría axiomática de conjuntos, que se basa en la lógica formal. Prácticamente todos los teoremas matemáticos hoy en día se pueden formular como teoremas de la teoría de conjuntos. La verdad de un enunciado matemático, en esta teoría está representada por el hecho de que una declaración se puede derivar de los axiomas de la teoría de conjuntos utilizando las reglas de la lógica formal.
El uso del formalismo por sí solo no explica varias cuestiones: ¿Por qué debemos utilizar estos axiomas y no otros, por qué debemos emplear unas reglas lógicas y no otras, por qué proposiciones matemáticas "verdaderas" (p. ej. las leyes de la aritmética) parecen ser verdad? y así sucesivamente. Hermann Weyl hará estas mismas preguntas a Hilbert:
"What "truth" or objectivity can be ascribed to this theoretic construction of the world, which presses far beyond the given, is a profound philosophical problem. It is closely connected with the further question: what impels us to take as a basis precisely the particular axiom system developed by Hilbert? Consistency is indeed a necessary but not a sufficient condition. For the time being we probably cannot answer this question...."
En algunos casos, estas preguntas pueden ser contestadas satisfactoriamente a través del estudio de las teorías formales, en disciplinas como las matemáticas inversas y la teoría de la complejidad computacional. Como ha señalado por Weyl, los sistemas lógicos formales también corren el riesgo de inconsistencia; en la aritmética de G. Peano, esto sin duda ya se ha salvado con varias pruebas de consistencia, pero hay debate sobre si son o no son suficientemente finitistas para que tengan sentido. El segundo teorema de incompletitud de Gödel establece que los sistemas lógicos de la aritmética no pueden contener una prueba válida de su propia consistencia. Lo que Hilbert quería hacer era probar que un sistema lógico {\displaystyle S} fuese consistente, basado en principios {\displaystyle P} que fueran sólo una pequeña parte de {\displaystyle S}. Pero Gödel demostró que los principios {\displaystyle P} ni siquiera podrían demostrar su propia coherencia, ¡por no hablar de la de {\displaystyle S}!

### Intuicionismo
En filosofía de las matemáticas, el intuicionismo o neointuicionismo (contrario a preintuicionismo) es una aproximación a las matemáticas que considera todo objeto matemático como producto de la mente humana. Así por ejemplo, los números, como los personajes de los cuentos de hadas, no son más que entidades mentales, que no existiría si las mentes humanas no pensaran en ellos.
Como consecuencia de esta concepción, la existencia de un objeto es equivalente a la posibilidad de su construcción. La existencia de un objeto debe ser demostrada en lugar de deducirse de una demostración de la imposibilidad de su no-existencia. Luego, la prueba conocida por reducción al absurdo se vería con sospecha. Esto contrasta con el enfoque clásico, que formula que la existencia de un objeto se puede demostrar refutando su falsedad. Para los intuicionistas esto no es válido; la refutación de la falsedad de un objeto matemático no significa que es posible hallar una prueba constructiva de su existencia. Por consiguiente, el intuicionismo es una variedad del constructivismo matemático, aunque no son el mismo concepto.
Para el intuicionismo la validez de un enunciado matemático es equivalente a haber sido probado, pues ¿qué otro criterio (diría un intuicionista) puede ser válido si los objetos son meras construcciones mentales? Esto significa que un enunciado matemático no tiene el mismo significado para un intuicionista que para un matemático clásico.
Por ejemplo, en lógica intuicionista, decir A o B significa que A o B pueden ser probados. En particular la Ley de Tercero Excluido o Principio de Bivalencia, A o A negada, no es válida por el hecho de que no se puede probar la declaración A o su negación.
El intuicionismo también rechaza la abstracción del infinito; no considera asignarle a algún conjunto dado entidades infinitas, como el campo de los números naturales, o a una secuencia arbitraria de números racionales.
Esto requiere la reconstrucción de los fundamentos de la teoría de conjuntos y el cálculo como la teoría constructivista de conjuntos y el análisis constructivo, respectivamente.

### Logicismo
En filosofía de las matemáticas, el logicismo es la doctrina que sostiene que la matemática es en algún sentido importante reducible a la lógica, o en otras palabras que las matemáticas son básicamente una extensión de la lógica. Los logicistas sostienen que las matemáticas se pueden conocer a priori, pero sugieren que nuestro conocimiento de las matemáticas es solo parte de nuestro conocimiento de la lógica en general, y por lo tanto es analítico y no requiere ninguna facultad especial de intuición matemática. Desde este punto de vista, la lógica es el fundamento adecuado de las matemáticas y todas las afirmaciones matemáticas son verdades lógicas necesarias.
Rudolf Carnap (1931) presenta la tesis logicista en dos partes:
1. Los conceptos matemáticos se pueden derivar de conceptos lógicos a través de definiciones explícitas
2. Los teoremas de las matemáticas se pueden derivar de axiomas lógicos a través de deducciones puramente lógicas

### Constructivismo
En filosofía de las matemáticas, el constructivismo o escuela constructivista requiere para la prueba de la existencia de un objeto matemático, que este pueda ser encontrado o «construido». Para esta escuela no es suficiente la prueba por contradicción clásica (reducción al absurdo) que consiste en suponer que un objeto X no existe y partiendo de esta premisa derivar una contradicción. Según los constructivistas tal procedimiento no permite encontrar el objeto estudiado y en consecuencia su existencia no está realmente probada. La posición opuesta se denomina platonismo matemático.
Se confunde frecuentemente el constructivismo con el intuicionismo cuando en realidad este último no es sino un tipo de constructivismo. Para el intuicionismo, las bases fundamentales de las matemáticas se encuentran en lo que denominan la intuición matemática, haciendo en consecuencia de esta una actividad instrínsecamente subjetiva. El constructivismo no adopta en general dicha postura y es completamente compatible con la concepción objetiva de las matemáticas.
Erret Bishop propuso el constructivismo a partir de las sugerencias de Brouwer y Márkov, pero modificando algunas percepciones de los autores mencionados de tal manera que la propuesta constructivista resulta más restrictiva que las sugerencias de Brouwer y Márkov pero, al mismo tiempo, logra que todos sus teoremas resulten compatibles tanto con esas sugerencias como con las de la matemática clásica, cosa que no ocurre con las otras dos. Bishop logra esta flexibilidad a través de no definir lo que llama "rutinas finitas" (algoritmos) que constituyen el proceso de demostración. Si bien esto parece introducir una cierta falta de precisión, fuerza a quienes practican esta aproximación a utilizar estrictamente la lógica intuicionista. Parece ser que utilizar tal lógica equivale a practicar matemática algorítmica formal. Si eso fuera el caso, la aproximación intuicionista podría ser implementada en relación con cualquier objeto matemático, no solo esa clase especial de «objetos constructivos».

### Platonismo
En filosofía de las matemáticas, el platonismo matemático o realismo matemático es una corriente de pensamiento que afirma que los objetos matemáticos (números, figuras geométricas, funciones, etc.) no son simples invenciones humanas, sino objetos abstractos que existen por sí mismos, independientemente de la mente humana, es decir, que los objetos y teoremas matemáticos existen en forma aislada del mundo material e independientemente del espacio y del tiempo. Con este punto de vista, las leyes de la naturaleza y los axiomas de la matemática tienen una posición similar y su efectividad encuentra una explicación: su fundamento lo constituye el verdadero mundo de los objetos matemáticos. El platonismo matemático es una forma de realismo filosófico, aplicado a los objetos matemáticos.
Kurt Gödel describe el platonismo matemático brevemente como:

«[…] la concepción de que la matemática describe una realidad no sensible, que existe independientemente tanto de los actos como de las disposiciones de la mente humana, y que es solo percibida por ella, aunque probablemente de forma incompleta.»

### Argumento de indispensabilidad
Un argumento de indispensabilidad es, en general, un argumento según el cual se debe creer en una afirmación porque aquello resulta indispensable para determinados fines.
Quizás el argumento de indispensabilidad más conocido sea el de Quine y Putnam en defensa del realismo matemático. Según este argumento, las entidades matemáticas deben poseer el estatus ontológico de las entidades científicas, puesto que son indispensables para las mejores teorías físicas. En concreto, el argumento es el mostrado a continuación:
1. Hay que tener compromisos ontológicos con todas las entidades, y sólo con ellas, que son indispensables para las mejores teorías científicas
2. Las entidades matemáticas son indispensables para las mejores teorías científicas
3. Por lo tanto, hay que tener compromisos ontológicos con las entidades matemáticas

### Realismorudimentario
Pocos matemáticos suelen estar preocupados en su trabajo diario sobre el logicismo, el formalismo o cualquier otra posición filosófica. En cambio, su principal preocupación es que la empresa matemática en su conjunto siga siendo siempre productiva. Por lo general, esto se asegura al permanecer con una mente abierta, práctica y ocupada; potencialmente amenazada con volverse excesivamente ideológica, fanáticamente reduccionista o perezosa. Este punto de vista fue expresado por el Premio Nobel de Física Richard Feynman
People say to me, “Are you looking for the ultimate laws of physics?” No, I’m not… If it turns out there is a simple ultimate law which explains everything, so be it — that would be very nice to discover. If it turns out it’s like an onion with millions of layers… then that’s the way it is. But either way there’s Nature and she’s going to come out the way She is. So therefore when we go to investigate we shouldn’t predecide what it is we’re looking for only to find out more about it. Now you ask: “Why do you try to find out more about it?” If you began your investigation to get an answer to some deep philosophical question, you may be wrong. It may be that you can’t get an answer to that particular question just by finding out more about the character of Nature. But that’s not my interest in science; my interest in science is to simply find out about the world and the more I find out the better it is, I like to find out…
Philosophers, incidentally, say a great deal about what is absolutely necessary for science, and it is always, so far as one can see, rather naive, and probably wrong
y también por Steven Weinberg
The insights of philosophers have occasionally benefited physicists, but generally in a negative fashion—by protecting them from the preconceptions of other philosophers.(...) without some guidance from our preconceptions one could do nothing at all. It is just that philosophical principles have not generally provided us with the right preconceptions.
Physicists do of course carry around with them a working philosophy. For most of us, it is a rough-and-ready realism, a belief in the objective reality of the ingredients of our scientific theories. But this has been learned through the experience of scientific research and rarely from the teachings of philosophers. (...) we should not expect [the philosophy of science] to provide today's scientists with any useful guidance about how to go about their work or about what they are likely to find. (...)
After a few years' infatuation with philosophy as an undergraduate I became disenchanted. The insights of the philosophers I studied seemed murky and inconsequential compared with the dazzling successes of physics and mathematics. From time to time since then I have tried to read current work on the philosophy of science. Some of it I found to be written in a jargon so impenetrable that I can only think that it aimed at impressing those who confound obscurity with profundity. (...) But only rarely did it seem to me to have anything to do with the work of science as I knew it. (...)
I am not alone in this; I know of no one who has participated actively in the advance of physics in the postwar period whose research has been significantly helped by the work of philosophers. I raised in the previous chapter the problem of what Wigner calls the "unreasonable effectiveness" of mathematics; here I want to take up another equally puzzling phenomenon, the unreasonable ineffectiveness of philosophy.
Even where philosophical doctrines have in the past been useful to scientists, they have generally lingered on too long, becoming of more harm than ever they were of use.
Él creía que cualquier indecidibilidad en matemáticas, como la hipótesis del continuo, podría potencialmente ser resuelta a pesar del teorema de incompletitud, mediante la búsqueda de nuevos axiomas adecuados para añadir a la teoría de conjuntos.

## Resolución parcial de la crisis
A partir de 1935, el grupo Bourbaki de matemáticos franceses empezaron a publicar una serie de libros para formalizar muchas áreas de matemáticas basados en los nuevos fundamentos de la teoría de conjuntos.

## Evolución histórica

### Matemática en la Antigua Grecia
Aunque que el uso práctico de la matemática fue desarrollada ya en civilizaciones de la edad de bronce, el interés específico por sus aspectos fundacionales y teóricos parece remontarse a la matemática helénica. Los primeros filósofos griegos discutieron ampliamente sobre qué rama de la matemática era más antigua, si la aritmética o la geometría. Zenón de Elea (490 a. C - ca. 430 a. C.) formuló cuatro aporías que aparentan mostrar que el cambio es imposible, que en esencia no fueron convenientemente aclaradas hasta el desarrollo de matemática moderna.
La escuela pitagórica de matemática insistía originalmente en que solo existían los números naturales y racionales. El descubrimiento de la irracionalidad de √2, la proporción de la diagonal de un cuadrado con su lado (data del siglo V a. C.), fue un golpe filosófico a dicha escuela que solo aceptaron de mala gana. La discrepancia entre racionales y reales fue finalmente resuelta por Eudoxo de Cnido, un estudiante de Platón, quien redujo la comparación de las proporciones de los irracionales a comparaciones de múltiples proporciones racionales, además de anticipar la definición de número real de Richard Dedekind.
En su obra Segundos analíticos, Aristóteles (384 a. C. - 322 a. C.) asentó el método axiomático, para organizar lógicamente un campo del conocimiento en términos de conceptos primitivos, axiomas, postulados, definiciones, y teoremas, tomando una mayoría de sus ejemplos de la aritmética y la geometría.
Este  método llegó a la cumbre  con  Elementos de Euclides (300 a. C.), un proyecto monumental de la geometría estructural  con rigurosidad alta :cada proposición es justificable por una demostración mediante chains of syllogisms (though they do not always conform strictly to Aristotelian templates).
Aristotle's syllogistic logic, together with the Axiomatic Method exemplified by Euclid's Elements, are universally recognized as towering scientific achievements of ancient Greece.

#### Análisis sobre los reales
Cauchy (1789-1857) inició el proyecto de demostrar los teoremas de cálculo infinitesimal sobre una base rigurosa, rechazando el principio de generalidad del álgebra usado por diversos matemáticos durante el siglo XVIII. En su Cours d'Analyse ('Curso de análisis) de 1821, Cauchy definió las cantidades infinitesimales como sucesiones decrecientes que convergen a 0, que pueden ser usadas para definir la continuidad. Aunque no formalizó ninguna noción de convergencia.
La definición moderna del criterio (ε, δ) y la noción de función continua fueron desarrollada por primera vez por Bolzano en 1817, pero durante un tiempo fue relativametne poco conocida. Estas nociones dan un fundamente riguroso al cálculo infinitesimal basado en el conjunto de los números reales, y resuelven claramente tanto las paradojas de Zenón como los argumentos de Berkeley.